# رامونا فاركاو
رامونا فاركاو (بالرومانية: Ramona Farcău)‏ مواليد 14 يوليو 1979 في زالاو، رومانيا، هي لاعبة كرة يد رومانية تلعب كجناح أيمن. شاركت في دورة الألعاب الأولمبية الصيفية سنة 2008. حققت المركز الثاني في بطولة العالم لكرة اليد للسيدات 2005.

## سجل المنافسة
شاركت في البطولات التالية:
- بطولة العالم لكرة اليد للسيدات 2005
- بطولة العالم لكرة اليد للسيدات 2007
- بطولة العالم لكرة اليد للسيدات 2011

## الميداليات
| الميدالية | المسابقة                            |
| --------- | ----------------------------------- |
| فضية      | بطولة العالم لكرة اليد للسيدات 2005 |

## روابط خارجية
- رامونا فاركاو على موقع الاتحاد الأوروبي لكرة اليد (الإنجليزية)
- رامونا فاركاو على موقع أوليمبيديا (الإنجليزية)